# Torneio Hubert Jerzeg Wagner de Voleibol de 2021
O Torneio Hubert Jerzeg Wagner de Voleibol de 2021 foi 18ª edição desta competição amistosa organizada pela Fundação Hubert Jerzy Wagner em parceria com a Federação Polonesa de Voleibol (em polonês/polaco:  Polski Związek Piłki Siatkowej) que ocorreu em Cracóvia, Polônia, de 9 a 11 de julho. Inicialmente, o torneio estava previsto para ocorrer no ano de 2020, mas devido à pandemia de COVID-19, os organizadores adiaram a competição para 2021.
A seleção polonesa conquistou o seu nono título e o ponteiro polonês Wilfredo León foi eleito o melhor jogador do torneio.

## Formato da disputa
Disputa em turno único, com todas as seleções se enfrentando.

### Critérios de desempate
1. Número de vitórias
2. Número de pontos
3. Sets average
4. Pontos average

Partidas terminadas em 3–0 ou 3–1: 3 pontos para o vencedor, 0 pontos para o perdedor;
Partidas terminadas em 3–2: 2 pontos para o vencedor, 1 ponto para o perdedor.

## Seleções participantes
As seguintes seleções foram selecionadas para competir o torneio.
| Equipe     | Última participação |
| ---------- | ------------------- |
| Polônia    | 2019                |
| Azerbaijão | Estreante           |
| Egito      | 2006                |
| Noruega    | 2006                |

Observação: Devido a positividade de COVID-19 em alguns jogadores da seleção tunisiana, a organização decidiu substituir o campeão africano de 2021 pela seleção do Azerbaijão.

## Local das partidas
| Cracóvia, Polônia  |
| Tauron Arena       |
| ------------------ |
|                    |
| Capacidade: 15 328 |

## Fase única
|     |            |     | Jogos | Jogos | Jogos | Resultados | Resultados | Resultados | Resultados | Resultados | Resultados | Sets | Sets | Sets  | Pontos | Pontos | Pontos |
| Pos | Equipe     | Pts | T     | V     | D     | 3–0        | 3–1        | 3–2        | 2–3        | 1–3        | 0–3        | V    | P    | R     | V      | P      | R      |
| --- | ---------- | --- | ----- | ----- | ----- | ---------- | ---------- | ---------- | ---------- | ---------- | ---------- | ---- | ---- | ----- | ------ | ------ | ------ |
| 1   | Polônia    | 9   | 3     | 3     | 0     | 3          | 0          | 0          | 0          | 0          | 0          | 9    | 0    | MAX   | 226    | 140    | 1.614  |
| 2   | Egito      | 5   | 3     | 2     | 1     | 1          | 0          | 1          | 0          | 0          | 1          | 6    | 5    | 1.200 | 238    | 227    | 1.048  |
| 3   | Noruega    | 4   | 3     | 1     | 2     | 1          | 0          | 0          | 1          | 0          | 1          | 5    | 6    | 0.833 | 230    | 232    | 0.991  |
| 4   | Azerbaijão | 0   | 3     | 0     | 3     | 0          | 0          | 0          | 0          | 0          | 3          | 0    | 9    | 0,000 | 130    | 225    | 0.578  |

Resultados
- Todas as partidas seguiram o fuso horário local (UTC+2).

| Data   | Hora  |            | Placar |            | Set 1 | Set 2 | Set 3 | Set 4 | Set 5 | Total   | Relatório |
| ------ | ----- | ---------- | ------ | ---------- | ----- | ----- | ----- | ----- | ----- | ------- | --------- |
| 9 jul  | 15:00 | Azerbaijão | 0–3    | Egito      | 16–25 | 11–25 | 16–25 |       |       | 43–75   | Relatório |
| 9 jul  | 18:00 | Polônia    | 3–0    | Noruega    | 25–13 | 25–14 | 25–20 |       |       | 75–47   | Relatório |
| 10 jul | 15:00 | Noruega    | 2–3    | Egito      | 21–25 | 25–22 | 25–19 | 24–26 | 13–15 | 108–107 | Relatório |
| 10 jul | 18:00 | Polônia    | 3–0    | Azerbaijão | 25–15 | 25–12 | 25–10 |       |       | 75–37   | Relatório |
| 11 jul | 13:00 | Azerbaijão | 0–3    | Noruega    | 19–25 | 17–25 | 14–25 |       |       | 50–75   | Relatório |
| 11 jul | 16:00 | Polônia    | 3–0    | Egito      | 25–13 | 26–24 | 25–19 |       |       | 76–56   | Relatório |

## Classificação final
| Posição | Equipe     |
| ------- | ---------- |
| 1       | Polônia    |
| 2       | Egito      |
| 3       | Noruega    |
| 4       | Azerbaijão |

## Premiações
| Torneio Hubert Jerzeg Wagner de 2021 |
| Polónia                              |
| ------------------------------------ |
| Polônia Campeã (9º título)           |

### Individuais
Os atletas que se destacaram individualmente foramː
| - Most Valuable Player (MVP) Wilfredo León - Melhor Oposto Bartosz Kurek - Melhor Ponteiro Mostafa Mohamed Ibrahim | - Melhor Levantador Fabian Drzyzga - Melhor Central Piotr Nowakowski - Melhor Líbero Paweł Zatorski |